# Капсельська бухта

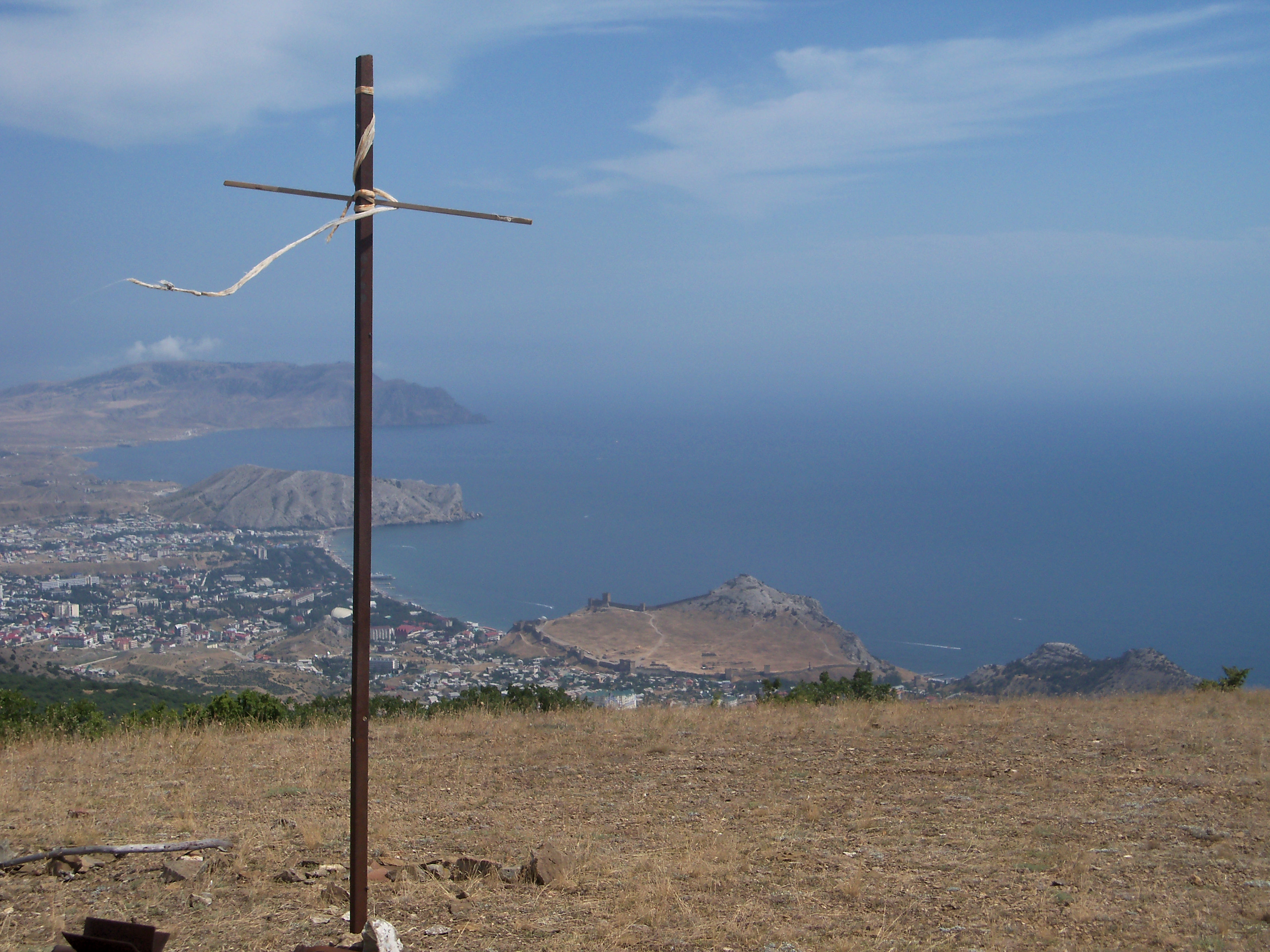
Судацька і Капсельська бухти, вид з г. Перчем-Кая.

Капсельська бухта складається з декількох дрібних бухт і заток. Вважається, що Капсельська бухта — східна частина великої Судацької бухти.

## Загальний опис
Біля підніжжя мису Рибачий розташована Граверна бухта, до якої організуються екскурсії на катері з Судака. Це одне з улюблених місць аквалангістів. У бухті є цікавий сюрприз природи — так звана ліфтова вежа. У величезній підводній кам'яній брилі розташовано вертикальний отвір, який починається на глибині приблизно семи метрів і далі вниз метрів на 8 — 10. У нижній точці — три виходи з отвору, що дозволяють виплисти з ліфтової шахти. Поруч розташовано «цвинтар якорів». Такої безлічі і різноманітності якорів різних розмірів і конструкцій неможливо зустріти навіть в музеях.
За Граверною бухтою розташована невелика, але дуже затишна Мідійна бухта, або Мідійка, як її називають місцеві жителі. У бухті назавжди залишився волзький пароплав «Пам'ять Маркіна». Зараз пароплав руйнується.
У західній частині Капсельської бухти в море виступає мис Француженка, складений з осадових порід. Мис названий на честь француженки Жюстіни Жакмар, у якій у першій третині XIX століття в цьому районі був маєток.

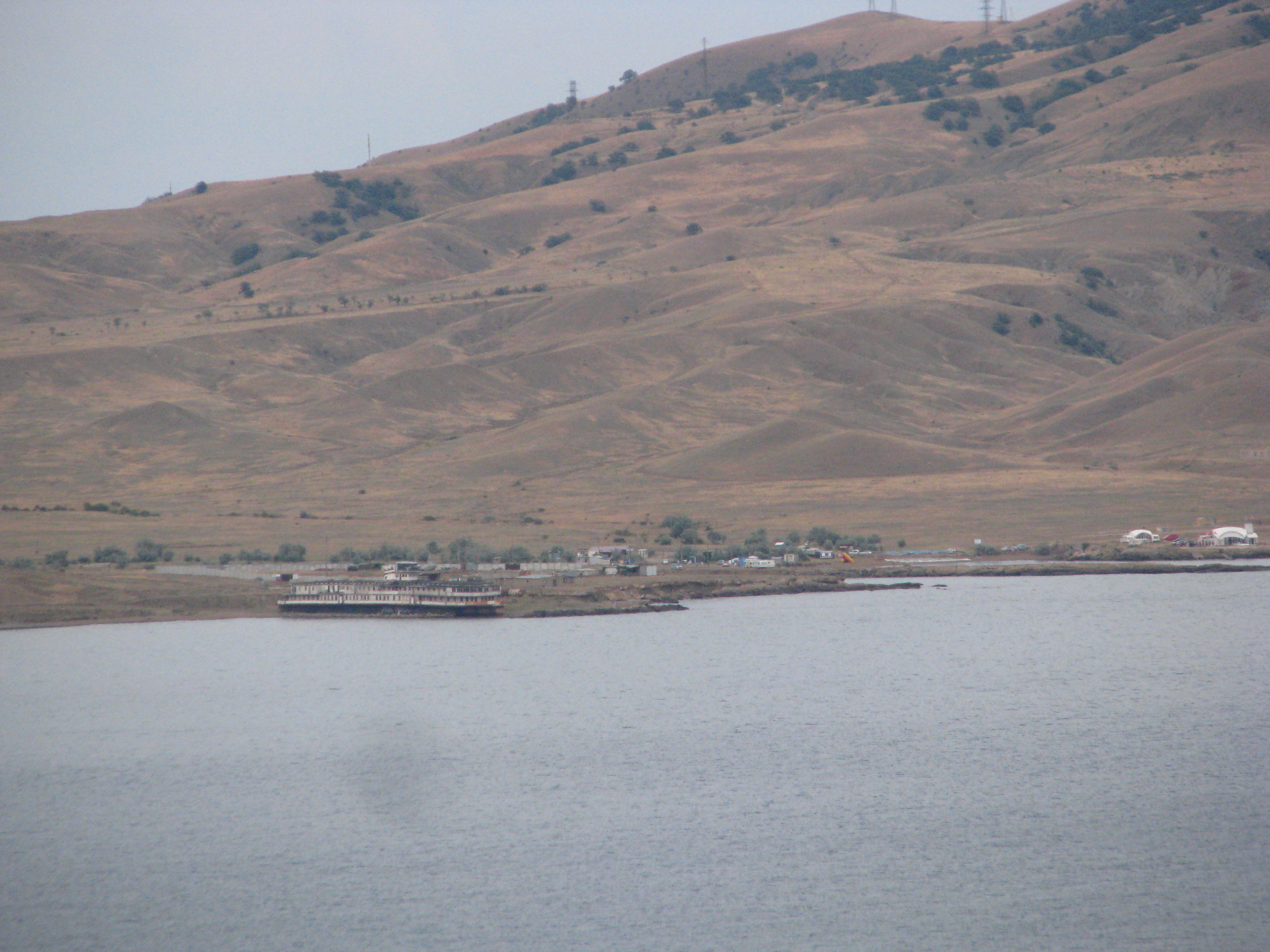
Східна частина бухти
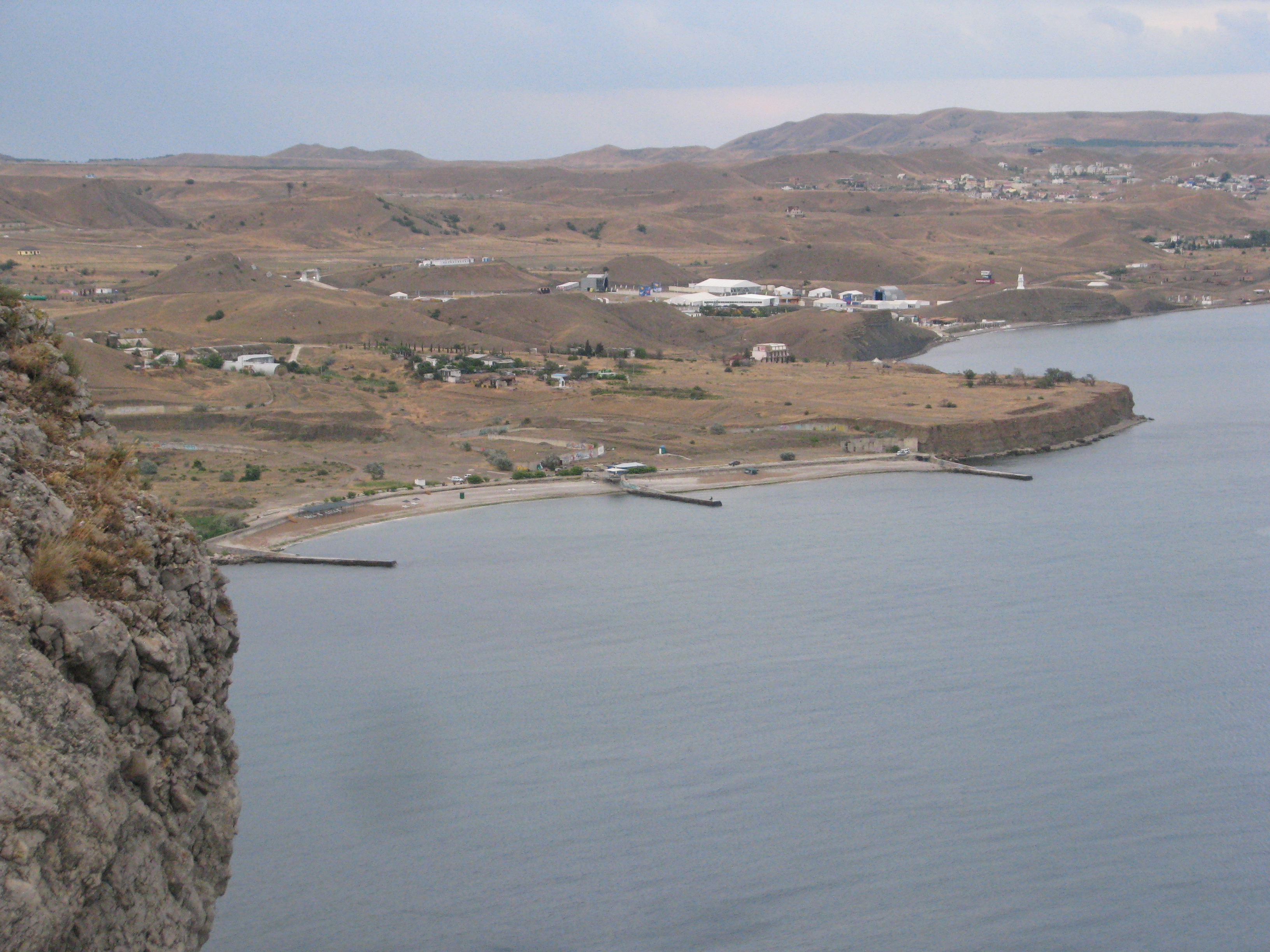
Західна частина Капсельської бухти і мис Француженка